# Bob Hoskins
Bob Hoskins właściwie Robert William Hoskins Jr. (ur. 26 października 1942 w Bury St Edmunds, zm. 29 kwietnia 2014 w Londynie) − brytyjski aktor i reżyser, grający przeważnie w filmach hollywoodzkich. Wystąpił m.in. w pierwszym filmie fabularno-animowanym Kto wrobił królika Rogera? (1988). Za główną rolę w filmie Mona Lisa (1986) otrzymał jedyną w swej karierze nominację do Oscara.

## Życiorys

### Wczesne lata
Urodził się w Bury St Edmunds w hrabstwie Suffolk jako syn Elsie (z domu Hopkins), kucharki i nauczycielki szkoły pielęgniarskiej, i Roberta Hoskinsa, księgowego i kierowcy ciężarówki. Jego babka ze strony matki była Romką. Przez dwa tygodnie wychował się w Finsbury Park w Londynie. Uczęszczał do Stroud Green Secondary School, gdzie został określany jako głupi z powodu swojej dysleksji. Opuścił szkołę w wieku 15 lat z jednym egzamin z określonego przedmiotu. Pracował jako portier, kierowca ciężarówki, hydraulik i czyściciel okien. Zaczął, ale nie ukończył 3-letniego kursu rachunkowości. Spędził pół roku w Izraelu pakując owoce w kibucu i dwa lata w Syrii zajmując się wielbłądami plemienia beduińskiego. Był także połykaczem ognia w cyrku. Miał jednak silnie zaszczepioną miłość do literatury i teatru – marzył o aktorstwie.

### Kariera
W 1968 zadebiutował na scenie w roli sługi o imieniu Peter w tragedii szekspirowskiej Romeo i Julia w Victoria Theatre w Stoke-on-Trent. Rok później w Century Theatre wystąpił jako Jack Pinchwife w komedii Williama Wycherleya Żona wiejska. W 1971 czekając w barze przy Unity Theatre na swojego przyjaciela, aktora Roberta Frosta, po otrzymaniu scenariusza Hoskins znalazł się na przesłuchaniu i został obsadzony w przedstawieniu Słoniątko. Grał potem w repertuarze klasycznym na deskach londyńskich teatrów: Royal Court Theatre, Hull Arts Center Theatre i Young Vic Theatre. W 1972 w Dartington Hall Theatre zagrał tytułową rolę w Królu Learze. W 1973 w Bankside Globe Theatre był Sekstusem Pompejuszem w Antoniuszu i Kleopatrze. W 1976 z Royal Shakespeare Company wystąpił jako Borkow w sztuce Antona Czechowa Iwanow.
Po raz pierwszy pojawił się na kinowym ekranie jako sierżant do spraw rekrutacji w komedii Up the Front (1972) u boku Frankie’ego Howerda i Zsy Zsy Gabor jako Mata Hari. Wkrótce trafił na szklany ekran jako Alf, człowiek przeprowadzki, który miał problemy z czytaniem i pisaniem, w serialu BBC On the Move (1975–1976) z Martinem Shaw i Rosemary Leach. Występował w serialach telewizyjnych, w tym w telewizyjnej wersji BBC Television Shakespeare Otella (1981) jako Jago.
Został uhonorowany Evening Standard British Film Awards i był nominowany do nagrody BAFTA za postać londyńskiego gangstera Harold Shand w dramacie kryminalnym Długi Wielki Piątek (1980). Kreacja gangstera George’a w filmie Neila Jordana Mona Lisa (1986) przyniosła mu nominację do Oscara, Złoty Glob, nagrodę na Festiwalu Filmowym w Cannes oraz nagrodę BAFTA.
Obsadzany przeważnie w rolach silnych, dominujących postaci – polityków lub gangsterów. Kilkakrotnie grał przywódców politycznych: Nikitę Chruszczowa (w filmie Wróg u bram), Winstona Churchilla (Giganci drugiej wojny światowej), Benito Mussoliniego (Mussolini i ja) i Ławrientija Berię (Wewnętrzny krąg), a także papieża Jana XXIII, Manuela Noriegę czy Edgara Hoovera. Grał też w niewielkich, niezależnych produkcjach filmowych.
Autor kilku sztuk. Zajmował się także malarstwem i rzeźbą. Miłośnik poezji, literatury science fiction i muzyki współczesnej. Wśród ulubionych autorów wymieniał Spidera Robinsona, zaś spośród kompozytorów Steve’a Roacha i Roberta Richa.
W 2011 zdiagnozowano u aktora chorobę Parkinsona. Rok później ogłosił zakończenie aktorskiej kariery i wycofał się z życia publicznego. Zmarł 29 kwietnia 2014 w następstwie komplikacji związanych z zapaleniem płuc.
Aktor był też brany pod uwagę do roli Horacego Slughorn w serii filmów „Harry Potter”.

## Życie prywatne
W latach 1967–1978 był żonaty z Jane Livesey, z którą miał dwoje dzieci: syna Alexa (ur. 1968) i córkę Sarah (ur. 1972). W roku 1982 poślubił Lindę Banwell. Mieli dwójkę dzieci: córkę Ros (ur. 27 maja 1983) i syna Jacka (ur. 1986).

## Filmografia
- Fałszywy król (1975) jako policjant
- Świt Zulu (1979) jako Williams
- Długi Wielki Piątek (1980) jako Harold Shand
- Ściana (1982) jako menedżer
- Konsul honorowy (1983) jako płk. Perez
- Lassiter (1984) jako inspektor John Becker
- Cotton Club (1984) jako Owney Madden
- Brazil (1985) jako Spoor
- Mussolini i ja (1985) jako Benito Mussolini
- Słodka wolność (1986) jako Stanley Gould
- Mona Lisa (1986) jako George
- Modlitwa za umierających (1987) jako o. Michael Da Costa
- Samotna pasja Judith Hearne (1987) jako James Madden
- Kto wrobił królika Rogera? (1988) jako Eddie Valiant
- Syreny (1990) jako Lou Landsky
- Związek przeszczepionych serc (1990) jako Jack Moony
- Hook (1991) jako 
  - Smee,
  - Sprzątacz
- Wewnętrzny krąg (1991) jako Ławrientij Beria
- Okruchy wspomnień (1991) jako Gus Klien
- Przysługa, zegarek i bardzo duża ryba (1991) jako Louis Aubinard
- Odszedł bez słowa (1992) jako Johnny Scanlan
- Błękitny lód (1992) jako Sam Garcia
- Super Mario Bros. (1993) jako Mario Mario
- Giganci drugiej wojny światowej (1994) jako Winston Churchill
- Tęcza (1995) jako Frank Bailey (także reżyseria)
- Balto (1995) – gęś Borys (głos)
- Nixon (1995) jako John Edgar Hoover
- Tajny agent (1996) jako Verloc
- Michael (1996) jako Vartan Malt
- Okrągły tydzień (1997) jako Alan Darcy
- Spice World (1997) – w roli siebie samego
- Kuzynka Bette (1998) jako Cesar Crevel
- Kapitan Jack (1999) jako Jack Armistead
- Sprawy ostateczne (1999) jako Gerd Layton
- Podróż Felicji (1999) jako Joe Hilditch
- Parada oszustów (1999) jako b. Edgar
- David Copperfield (1999) jako Wilkins Micawber
- Noriega - Wybraniec Boży (2000) jako Manuel Noriega
- Don Kichot (2000) jako Sancho Pansa
- Wróg u bram (2001) jako Nikita Chruszczow
- Tam, gdzie żyją Eskimosi (2001) jako Sharkey
- Zaginiony świat (2001) jako prof. George Challenger
- Ostatnia prośba (2001) jako Ray Johnson
- Pokojówka na Manhattanie (2002) jako Lionel Bloch
- Dobry papież (2003) jako papież Jan XXIII
- Słownik snów (2003) jako Henry Bullard
- Drugie oblicze (2003) jako Darius Paskevic
- Vanity Fair. Targowisko próżności (2004) jako sir Pitt Crawley; starszy
- Wielkie życie (2004) jako Charlie Maffia
- Dziedzic maski (2005) jako Odyn
- Zostań (2005) jako dr Leon Patterson
- Pani Henderson (2005) jako Vivian Van Damm
- Człowiek pies (2005) jako Bart
- Zakochany Paryż (2006) jako Bob Leander
- Hollywoodland (2006) jako Eddie Mannix
- Garfield 2 (2006) – Winston (głos)
- Iskierka (2007) jako Vince
- Eliminator (2007) jako Walter Lewis
- Doomsday (2008) jako Bill Nelson
- Pinokio – opowieść o chłopcu z drewna (2008) jako Geppetto
- Opowieść wigilijna (2009) jako pan Fezziwig/stary Joe
- Will (2011) jako Davey
- Królewna Śnieżka i Łowca (2012) jako Muir

## Nagrody
- Złoty Glob 1987: Najlepszy aktor w dramacie – Mona Lisa
- Nagroda BAFTA 1987: Najlepszy aktor pierwszoplanowy – Mona Lisa
- Nagroda na MFF w Cannes 1986: Najlepszy aktor – Mona Lisa